# Runenstein von Malt

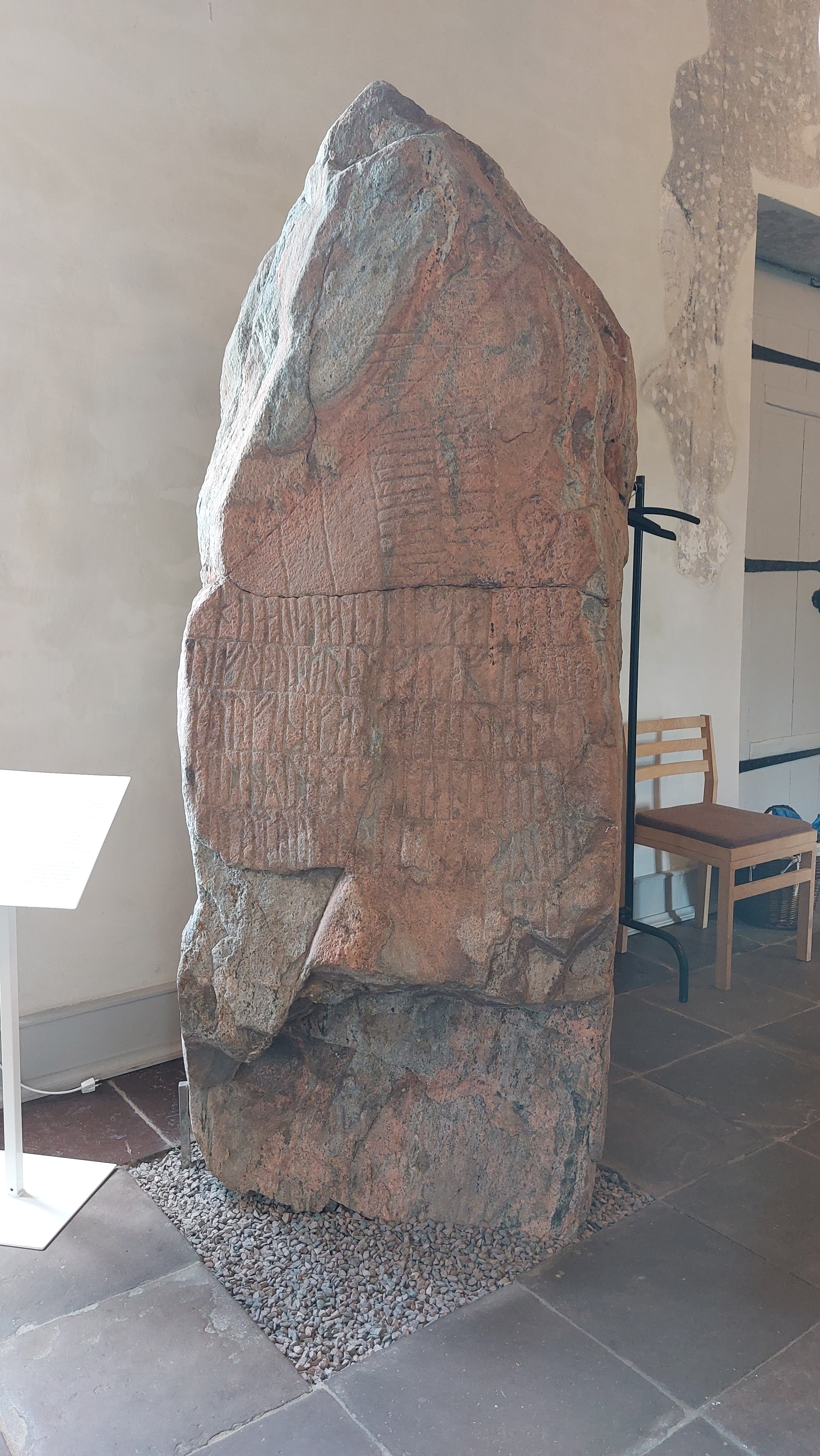
Runenstein von Malt

Der etwa drei Meter hohe Runenstein von Malt (Nr. DK SJy 38; (dänisch Maltstenen) Andet Nr.: NOR1988;5) stammt aus der Wikingerzeit (800–1050 n. Chr.), hat ein Gewicht von 3,5 t und besteht aus Gneis. Er wurde 1987 auf einem Feld bei Malt, einer Ortschaft an der Kongeåen (Fluss) südwestlich von Skibelund und Vejen in Jütland gefunden. Da der Runenstein mit der beschriebenen Seite nach unten lag, sind die Runen in sehr gutem Zustand.
Die Runeninschrift, mit 153 Zeichen im jüngeren Futhark, ist eine der längsten Inschriften Dänemarks. Sie besteht aus einem waagrechten und einem senkrechten Teil.
Der waagrechte Teil aus fünf vollständigen und einer unvollständigen Runenlinie stellt den unteren Teil der Beschriftung dar. Rechts der Inschrift befindet sich die Ritzung eines kleinen stilisierten Menschengesichtes, das der Darstellung auf einem der Runensteine von Jelling ähnelt. Die waagrechte Anordnung der Runeninschrift, die ansonsten nur vom großen Jellingstein bekannt ist, ist offenbar auf die Konsistenz des Steines zurückzuführen.
Der senkrechte Teil besteht aus zwei Runenlinien und zwei leeren Runenbändern. Die rechte der beiden Linien enthält, von unten nach oben gelesen, ein vollständiges jüngeres Futhark, das dem Stein 1 der Runensteine von Gørlev auf Seeland entspricht. Der Stein trägt eine fabulierende und mythologische Inschrift mit Beschwörungsformeln. Sie wurde bislang nicht zweifelsfrei gedeutet. Es gibt verschiedene Übersetzungen, wobei auch die Datierung unterschiedlich wahrgenommen wird.
Der Stein befindet sich im Museum auf Gut Sønderskov südöstlich von Brørup.